# 东安站
东安站是位于湖南省东安县白牙市镇的一个铁路车站，邮政编码425900。车站建于1938年，有湘桂铁路经过该站，现办理客货运业务，车站及其上下行区间均未电气化。车站距离衡阳站175公里，隶属南宁铁路局桂林车务段，是四等站。
车站建于1938年，位于白牙市镇相容村，原名白牙市站，1949年更名东安站。1971年车站迁至都塘村现址。新站设有4条到发线、4条货物线和3条专用线。站房总建筑面积2855平方米，其中候车室855平方米:963。